# Parafia Najświętszego Serca Pana Jezusa w Sobótce
Parafia Najświętszego Serca Pana Jezusa w Sobótce – rzymskokatolicka parafia znajdująca się w dekanacie Sobótka archidiecezji wrocławskiej. Od 2024 proboszczem parafii jest ks. Andrzej Seferynowicz.  Obsługiwana przez kapłanów archidiecezjalnych. Erygowana w XIII wieku.